# Doğanpınar, Bandırma
Doğanpınar là một xã thuộc huyện Bandırma, tỉnh Balıkesir, Thổ Nhĩ Kỳ. Dân số thời điểm năm 2010 là 424 người.